# Piège malthusien

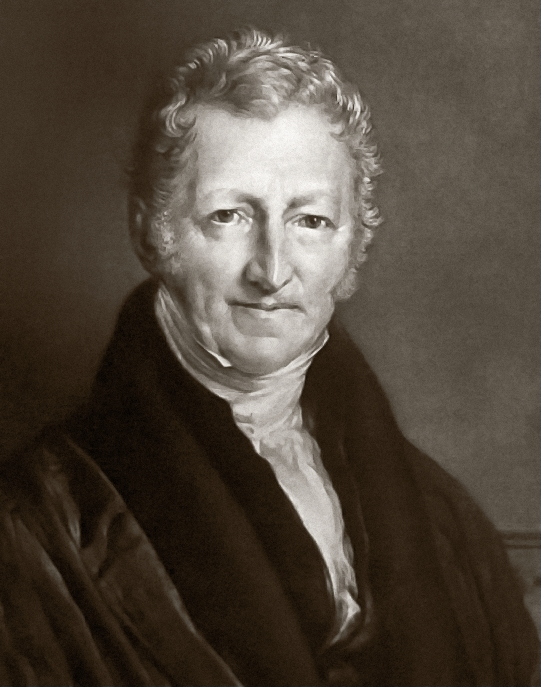
Le piège malthusien a été nommé en l'honneur de Thomas Robert Malthus

Le piège malthusien ou le piège démographique est une condition selon laquelle l'excédent de population cesserait de croître en raison d'une pénurie de nourriture conduisant à la famine. Il porte le nom de Thomas Robert Malthus, qui a affirmé que si les progrès technologiques pouvaient accroître les ressources d'une société, telles que la nourriture, et ainsi améliorer le niveau de vie, l'abondance des ressources favoriserait la croissance démographique, ce qui entraînerait à terme une régression des ressources par habitant à son niveau d'origine. Certains économistes soutiennent que, depuis la révolution industrielle, l'humanité est sortie du piège malthusien,. D'autres soutiennent que la persistance de l'extrême pauvreté est le signe que le piège malthusien continue d'opérer. D'autres encore font valoir que le manque de nourriture disponible associé à la pollution excessive attestent encore plus des effets du piège dans les pays en développement. 